# Hiboun
Hiboun, auparavant un village au nord-ouest de la ville tunisienne de Mahdia, constitue de nos jours un quartier de cette ville ; sa population s'élève à 10 241 habitants en 2004 et englobe la zone touristique et des vastes quartiers résidentiels.
Situé à l'entrée nord-ouest de Mahdia, il est jusqu'au début des années 1970 un village à vocation agricole (olives, fruits et légumes). Son développement urbain connaît une accélération considérable au cours des années 1980 et 1990 et se poursuit de nos jours. Ceci s'explique par la présence de la nouvelle zone touristique de Mahdia, l'extension naturelle de la ville et la construction d'établissements d'enseignement supérieur : faculté des sciences économiques et de gestion (2000), Institut supérieur des études technologiques (2001) et Institut supérieur d'informatique de Mahdia (2018).
Le nom de Hiboun ne semble pas être d'origine arabe ou latine mais plutôt d'origine punique voire phénicienne, mais les vestiges archéologiques et les documents historiques manquent à ce sujet.